# 徐承恩 (化工學家)
徐承恩（1927年1月21日—2023年11月3日），浙江诸暨人，炼油工艺设计专家，中国工程院院士，现任中国石化工程建设公司专家委员会主任。

## 履历[2]
- 1949年，于浙江大学获得学士学位。
- 1989年，被国家建设部授予首批“中国工程建设设计大师”称号。
- 1990年，被中国石化总公司评为“有突出贡献的科技和管理专家。
- 1994年，当选中国工程院院士。